# Басман (хребет)
Басма́н — горный хребет в Крыму, отходящий на север от Главной гряды Крымских гор отрог вершины Кемаль-Эгерек. Одноимённое название носит и его наивысшая точка (1136 м). На восточном склоне имеется ряд пещер, остатки средневекового укрепления и более позднего замка. В пещерах обнаружена раннесредневековая церковь.

## Описание

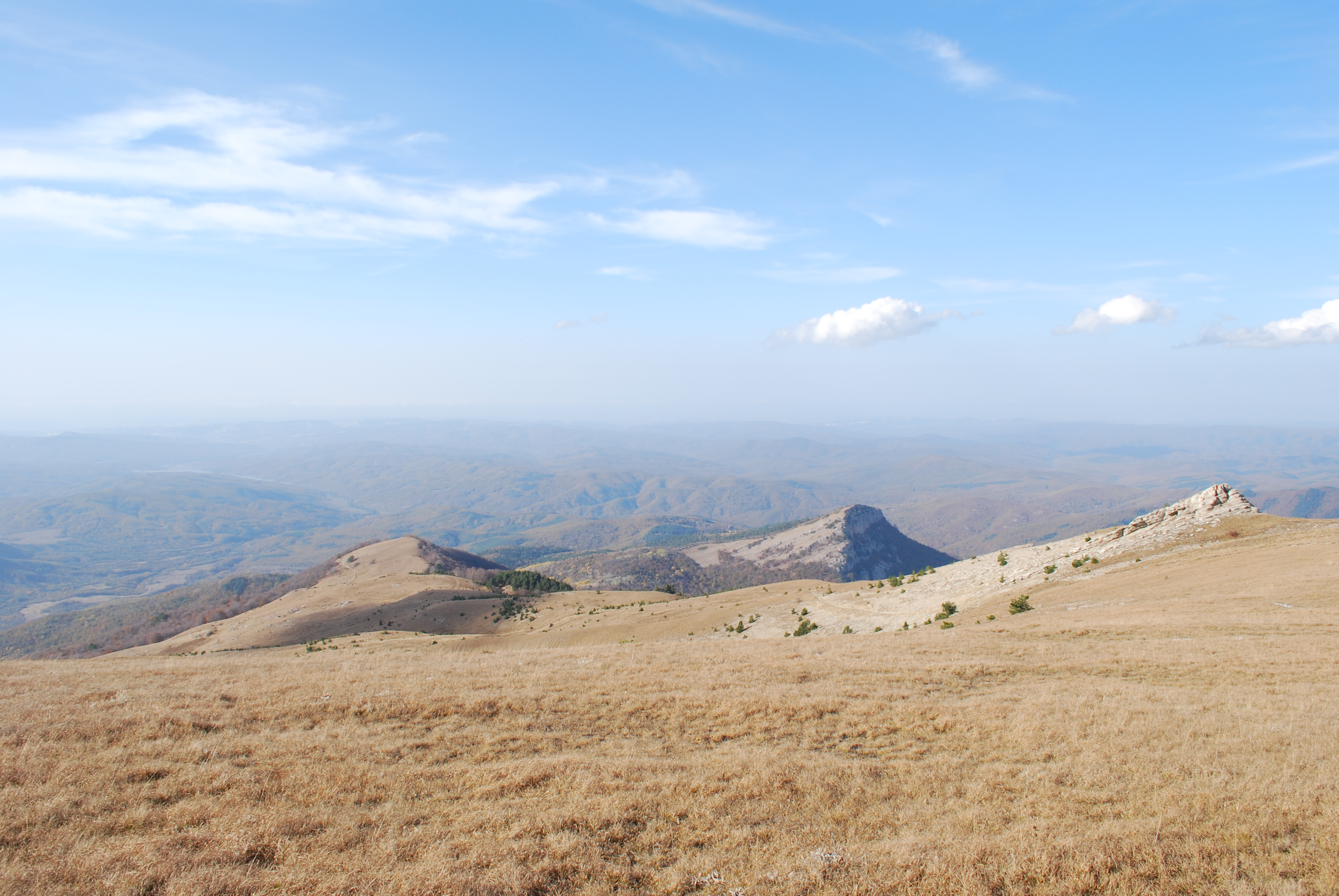
Вид с Кемаль-Эгерека на север. Чуть правее центральной части снимка — хребет Басман.

Этимология названия до конца неясна, сравнить тюрк. басамак ступень, давить и басма ситец.
Расположен в Бахчисарайском районе Крыма. Хребет крайний северный отрог Главной гряды тянущийся от горы Кемаль-Эгерек. Длина с отрогами около 3 км. Основные вершины Басман (1136 м), Кермен (857 м), отделённый северо-западный отрог Базма (789 м). С востока — долина реки Донга. Хребет лесистый, вытянутый с юга на север северо-запад, увенчан дугообразным гребнем. Восточные склоны скалистые, обрывистые. В основании обрывов несколько пещер. Западные склоны более пологие, с полянами.
Хребет находится на территории Крымского природного заповедника, его посещение без пропуска запрещено. На северо-западном склоне расположен кордон Кермен.

## История

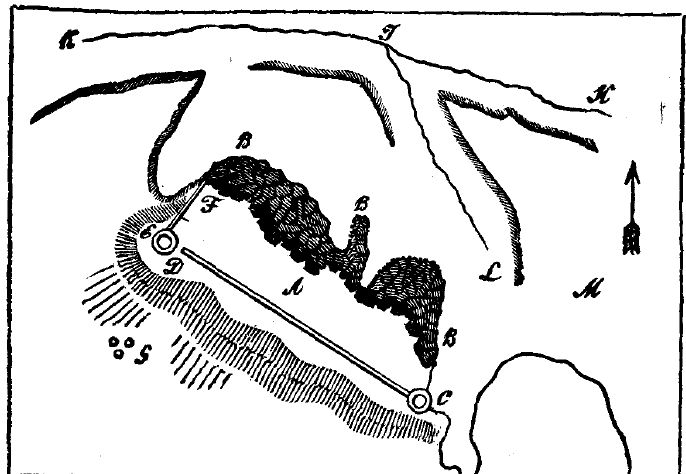
План укрепления Кермен-Кая из книги П. И. Кёппена О древностях южнаго берега Крыма и гор Таврических

На хребте остатки Басманского исара — развалины средневекового укреплённого загона IX—XIII века и монастыря того же времени.
На вершине Кермен-Кая — развалины средневекового замка Кермен-Кая XIII—XIV века.
В одной из пещер был раскопан одноапсидный храм с внутренними размерами 3,2 на 1,6 м (диаметр апсиды 1,3 м) из бута на известковом растворе и перекрытый коробовым сводом. Пещера с церковью, как и остальные, до X века была жилой, с X по XV век использовалась в культовых целях.
Места боёв партизан Крыма в 1941—1944 годах. 25 августа 1942 года тут погиб старший политрук Н. П. Кривошта, командир Ялтинского партизанского отряда, комиссар объединённого Севастопольского партизанского отряда. На поляне Кермен после окончания войны на его могиле был сооружен деревянный, а в мае 1965 года к 20-летию Победы установлен новый памятник. Его автор неизвестен. Памятник расположен на территории Бахчисарайского лесничества, на расстоянии 800 метров от дома лесника на поляне «Кермен». Памятник представляет собой стилизованный факел с развивающимся пламенем на металлическом основании посередине каменной глыбы. Перед факелом, на основании, изображение пятиконечной звезды. Мемориальная табличка с текстом: «Командир партизанского отряда Кривошта Николай Петрович погиб в 1942 г.». С левой стороны установлена табличка с надписью: «Установлено 8 мая 1965 молодежью завода им. С. Орджоникидзе г. Севастополя. Первый деревянный памятник был установлен ленинградскими пионерами». Перед памятником устроена клумба, огороженная бордюром из натурального камня.
На Украине — памятник истории местного значения. Приказ Министерства культуры Украины от 31.07.2012 № 814, охранный № 1898-АР.  Памятник культурного наследия Украины. Охр. № 1898 Охранная зона в пределах площади поляны, утверждена решением Крымского облисполкома от 15.01.1980 № 16.
В Российской Федерации с 20 декабря 2016 года объект культурного наследия народов России регионального значения  Объект культурного наследия народов РФ регионального значения. Рег. № 911710945780005 (ЕГРОКН)